# Federazione calcistica del Nepal
La Federazione calcistica nepalese (in nepalese अखिल नेपाल फुटबल संघ, in inglese All Nepal Football Association, acronimo ANFA) è l'organo che governa il calcio in Nepal. Pone sotto la propria egida il campionato e la Nazionale nepalese. Fu fondata nel 1951 ed è affiliata all'AFC e alla FIFA. L'attuale presidente è Ganesh Thapa.